# Palla da ginnastica

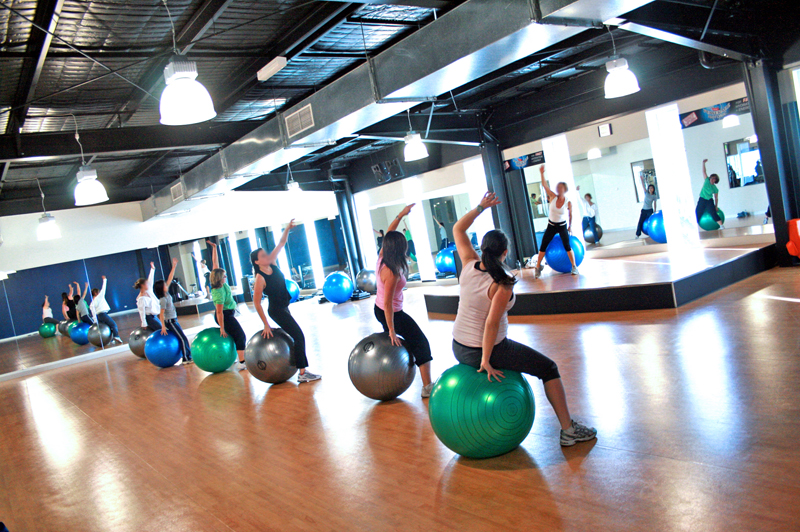
Un gruppo di donne mentre lavorano con la palla da ginnastica in un centro fitness

La palla da ginnastica è una palla morbida ed elastica riempita con aria e dal diametro di 35 fino a 95 cm (14 fino a 37 in), utilizzata in fisioterapia (riabilitazione del corpo), chinesiologia, atletica e ginnastica. La pressione dell'aria viene modificata togliendo lo stelo della valvola di riempimento e sgonfiando la suddetta palla.
Inoltre tale palla è conosciuta con vari altri nomi: Gym ball (tradotto palla da ginnastica), Swiss ball (ossia palla svizzera), palla di Klein, palla yoga, fitball, palla pilates e sferaterapia.

## Storia , usi principali e accorgimenti
La palla svizzera o da ginnastica è stata sviluppata nel 1963 da un produttore di materie plastiche italiano, Aquilino Cosani, di Osoppo. Costui riuscì, grazie a un elaborato processo di stampaggio, a creare sfere resistenti alla perforazione.

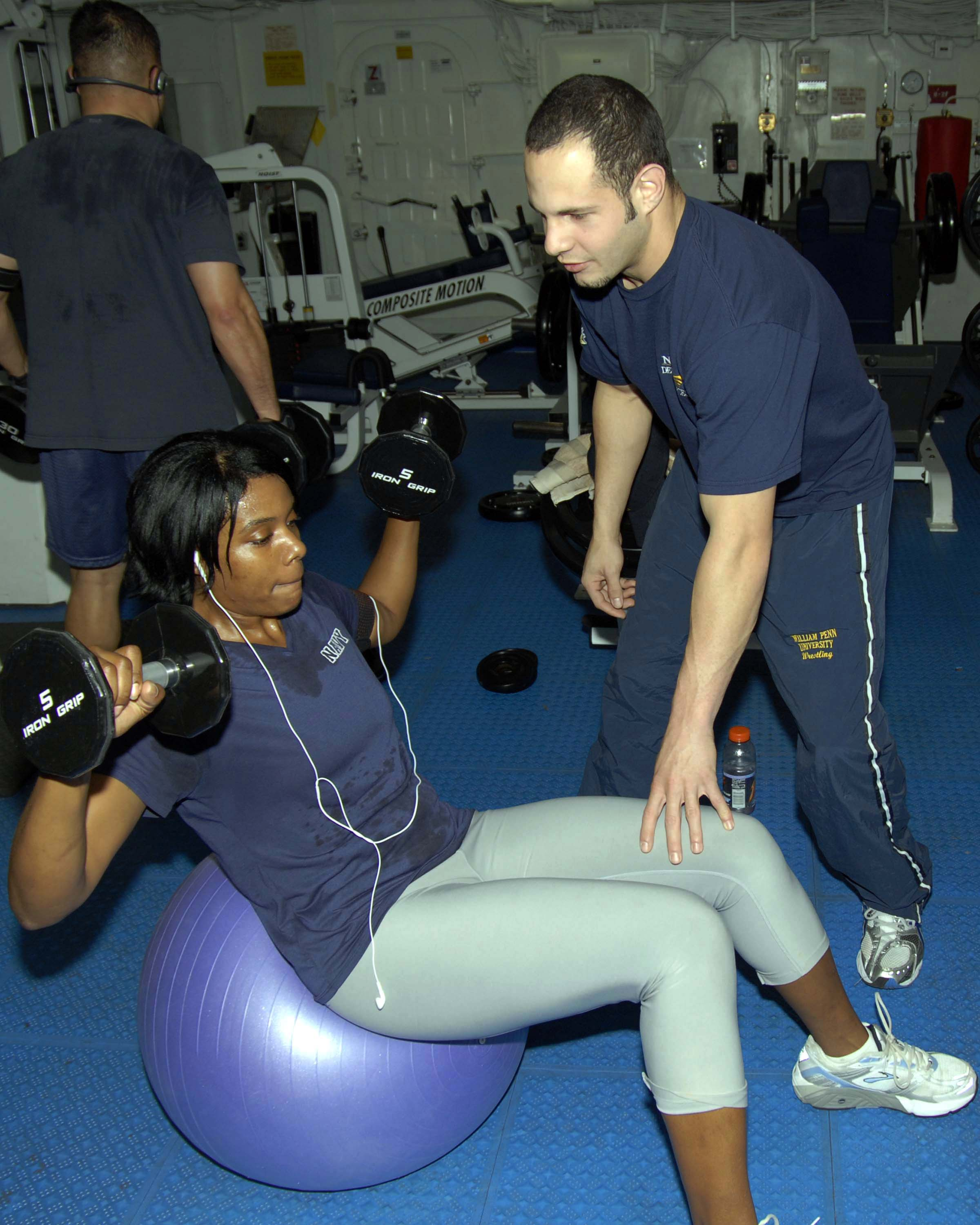
Una donna che sta effettuando una sit-up seduta su una palla da ginnastica

Successivamente, con la fisioterapista inglese Mary Quinton tale sfere vengono impiegate nei programmi di trattamento dei bambini e neonati e con la fisioterapeuta svizzera Dr. Susanne Klein-Vogelbach, direttrice del Physical Therapy School in Basilea, impiegherà tali sfere in ambito fisioterapeutico per il trattamento di adulti con problemi ortopedici.
Visti i prodigiosi benefici ottenuti in Svizzera, infine gli Stati Uniti ne faranno delle palle svizzere un must per la fisioterapia, yoga, atletica e pilates. Tale sfera, essendo una superficie instabile:
- permette il coinvolgimento di vari muscoli soprattutto addominali e della schiena;
- la superficie di contatto non deve essere scivolosa.

A seconda dell'altezza dell'individuo è raccomandato un diverso diametro di palla. Più è alto il soggetto più grande dovrà essere il diametro della palla, in modo che si formi un perfetto angolo retto fra gamba e coscia.

## Altri usi
La palla oltre alle funzioni elencate sopra può essere utilizzata come alternativa alla scomoda sedia da ufficio e come facilitazione dell'uscita della testa fetale (la donna sarà seduta verticalmente sulla palla con braccia rivolte ad un letto).